# Micro Seiki
Die Micro Seiki Co., Ltd. war ein japanischer Plattenspieler-Produzent, der seit den 1970er Jahren Geräte der mittleren und gehobenen Klasse herstellte. Die Firma vermarktete ihre Geräte unter eigenem Namen, war jedoch vor allem Erstausrüster für viele andere Hersteller, die zum Teil keine eigenen Plattenspieler fertigten. Außerdem produzierte Micro Seiki, meist in optisch leicht veränderter Form, Geräte für Handelsmarken. Weitere Produkte waren Tonarme, Tonabnehmersysteme und Kopfhörer. Das Logo der Firma, zwei vertikale Linien, zwischen denen sich ein ovaler Punkt befindet, symbolisierte eine durch die Schallplattenrille gleitende elliptische Nadel. Erklärtes Ziel des Unternehmens war es, Plattenspieler herzustellen, die einen originalgetreuen Klang wiedergeben konnten.

## Geschichte

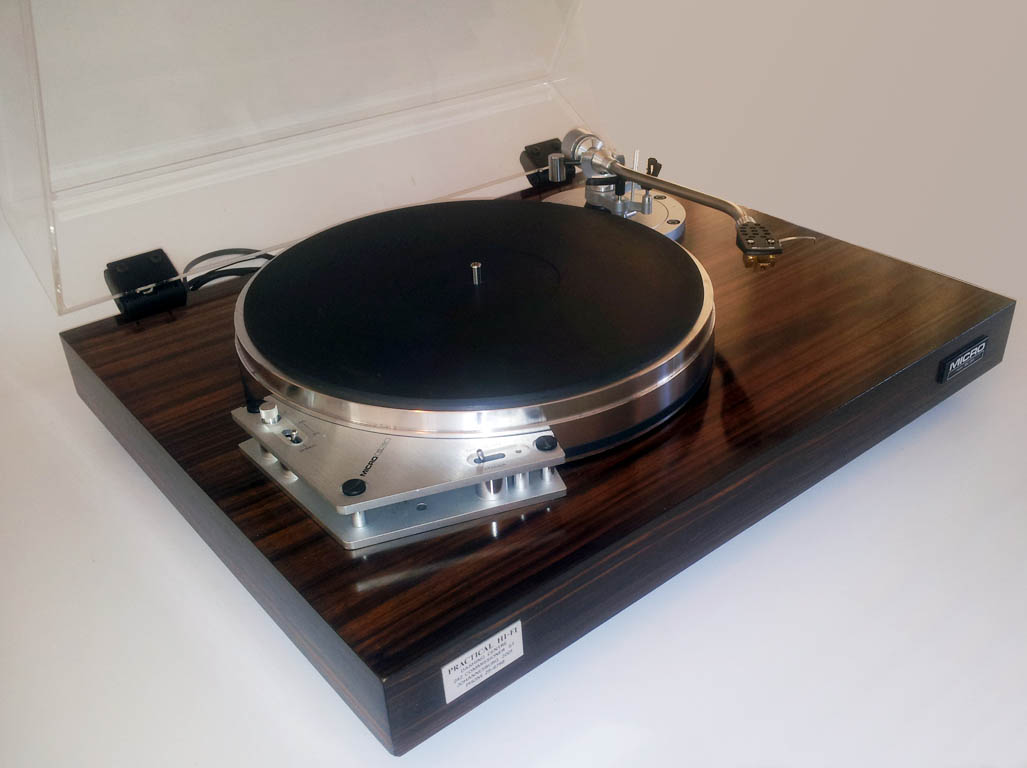
Micro Seiki BL-91

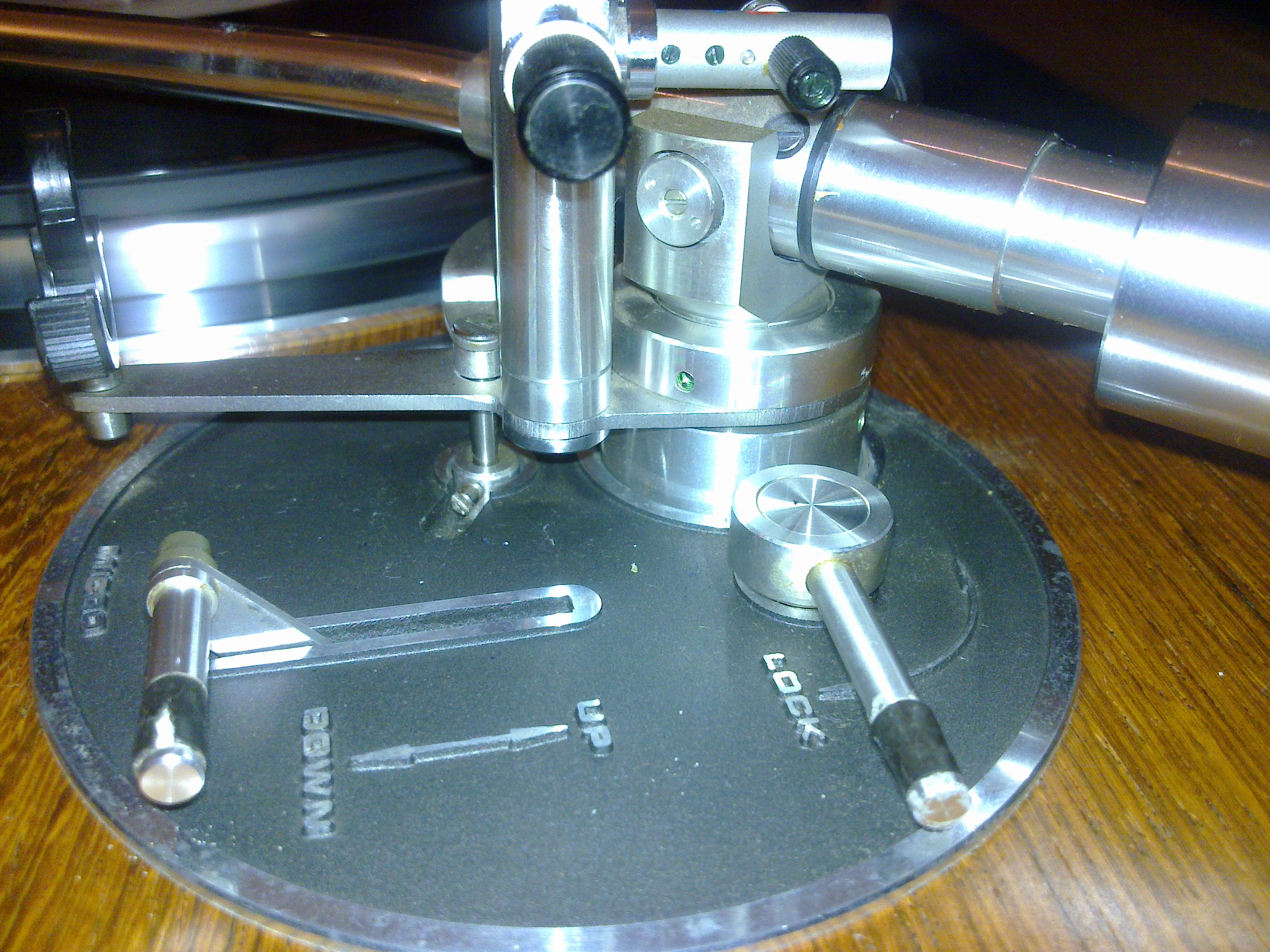
Mechanik des Tonarms MA 505 S

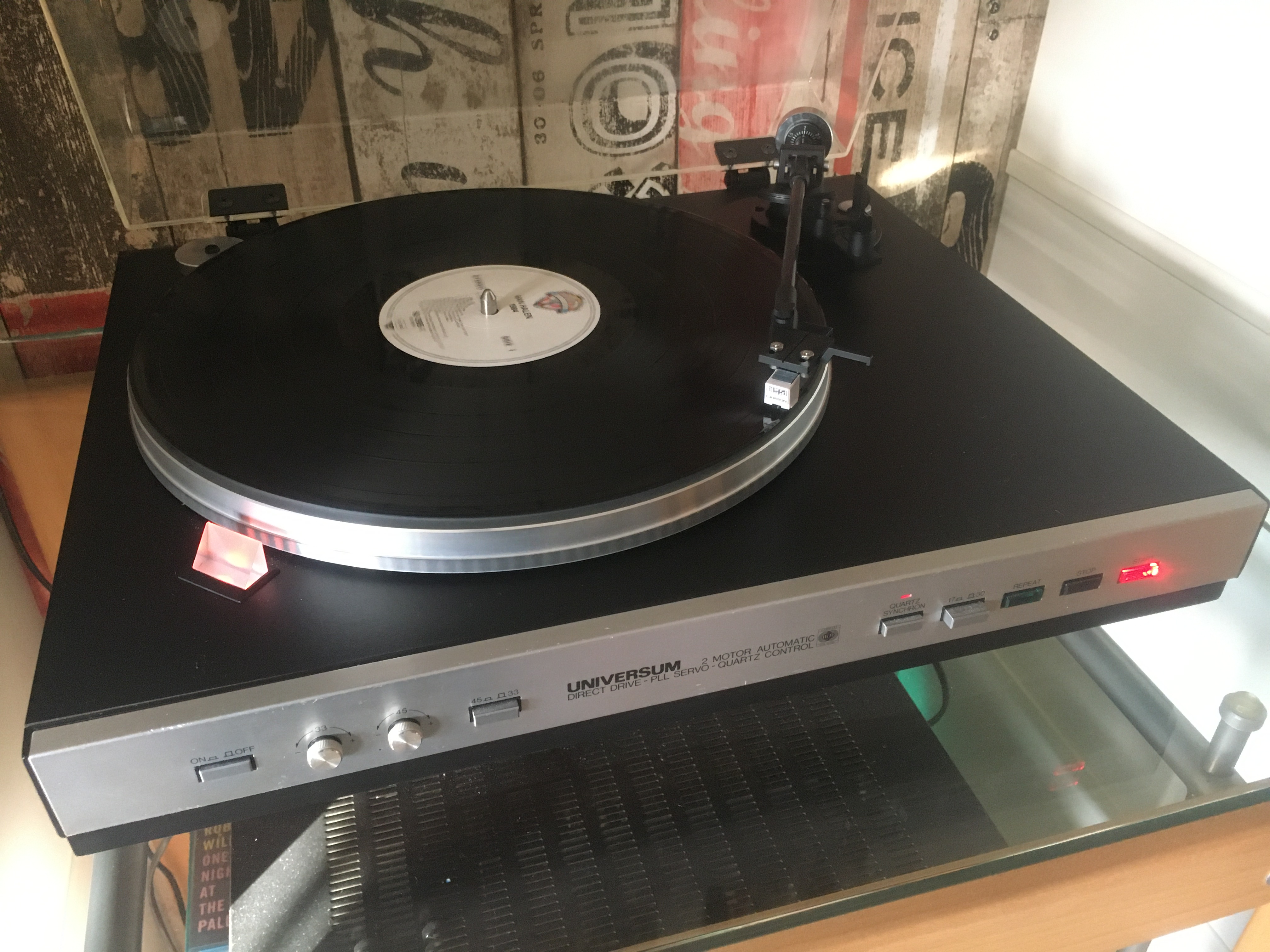
OEM-Produkt Universum F2002, abgeleitet vom Micro Seiki DQ–44

Micro Seiki wurde 1961 als Feinmechanik-Unternehmen gegründet. Der erste produzierte Plattenspieler des Unternehmens war das Modell MR–711 mit Direktantrieb (ungefähr 1973). Es wurden drei Baukästen entwickelt, aus denen die verschiedenen Geräte zusammengestellt wurden. Zum einen waren dies Plattenspieler mit Holzzarge und Direktantrieb, dann Vollautomaten mit separaten Motoren für Antrieb und Tonarm, und die als Einstiegsmodelle konzipierten Geräte mit Riemenantrieb.
Micro Seiki entwickelte und produzierte alle Plattenspieler der Marke Luxman, außerdem wurden OEM-Produkte für ADC, Denon, Sharp, Toshiba, Hitachi, Sanyo, Sansui, Kenwood, Telefunken, SABA und H. H. Scott gefertigt. Hinzu kamen Geräte, die für die Handelsmarken der deutschen Versandhäuser Quelle und Neckermann gebaut wurden. Üblicherweise handelte es sich hier um Geräte, die sich technisch nur geringfügig von ihren unter dem Namen Micro Seiki vertriebenen Pendants unterschieden. Auch für das US-amerikanische Unternehmen RadioShack wurden Plattenspieler gefertigt.
Flaggschiff der unter eigenem Namen vertriebenen Geräte war der 1984 produzierte Plattenspieler SZ 1T. Das Laufwerk war in einer Metallzarge verbaut, der aus Stahl gefertigte Plattenteller wog über 20 kg und wurde auf einem Luftkissen gelagert. Die erforderliche Pumpeneinheit, über die dieses erzeugt wurde, wog 8,5 kg; das Gesamtgewicht des Plattenspielers lag bei 88 kg. Das Gerät verfügte über einen 8-phasigen Hysterese-Synchronmotor, der in einem externen Motorstand untergebracht war und den Plattenteller über einen Riemen antrieb. Das Gerät wurde im Erscheinungsjahr für 19.950,- D-Mark angeboten, was heute (2020) inflationsbereinigt ungefähr 19.235,- Euro entspricht.
In Deutschland wurden Micro-Seiki-Geräte zunächst von der Firma Hans Schäfer aus Hannover vertrieben, später von all-akustik (ebenfalls Hannover). Aufgrund starken Wertverlustes der D-Mark gegenüber dem japanischen Yen wurden die ohnehin hochpreisigen Plattenspieler von Micro Seiki um 1985 herum noch teurer, sodass all-akustik den Vertrieb der Marke aufgab. 1986 wurde der Plattenspieler SX 555 FVW in der Fachzeitschrift Stereoplay zum Referenzmodell erklärt. Zu dieser Zeit lag der Vertrieb in Deutschland bei der aus Hessen stammenden Firma P.I.A., die das Geschäft aber 1988 wieder aufgab.
In den späten 1980er Jahren stand das Unternehmen mehrfach vor dem Konkurs. 1986 kaufte das Unternehmen Sailor Pen das Grundstück, auf dem sich Micro Seikis Firmensitz befand. Außerdem erwarb das Unternehmen einen großen Teil der Produktionsanlagen. Micro Seiki zog an den Tokioter Stadtrand. Wann die Firma die Produktion endgültig einstellte, ist nicht bekannt. Es existiert jedoch noch eine japanische Preisliste aus dem Jahr 1991.

## Rezeption
In zeitgenössischen Publikationen wurden Geräte von Micro Seiki wiederholt positiv bewertet. So empfahl beispielsweise die Zeitschrift Playboy in der Juli-Ausgabe des Jahres 1975 den Plattenspieler MR 711 als geeignetes Gerät für die teuerste HiFi-Stereo-Anlage der Welt, Fono Forum schrieb in der Ausgabe 9.1976, „der Micro DD-40 mit seinem Tonarm MA-505 gehört zur Spitzenklasse,“ Audio schrieb im Mai 1980 über den RX 5000, er sei „in allen mechanischen Eigenschaften derart auf Langelebigkeit getrimmt, dass er manchen seiner Besitzer überdauern dürfe - zur Freude der Erben“. In HiFi Stereophonie schrieb Karl Breh über den DDX 1000, die japanische Firma entfalte „ein bewundernswertes Potential an Phantasie“, wenn es darum gehe, den HiFi-Baustein „Plattenspieler“ „um neue technische und ästhetische Gags zu bereichern“. Der DDX-1000 sei „ein direktgetriebener Plattenspieler, der aufgrund seiner Konzeption und seines Designs“ eine Menge „HiFi-Glamour“ ausstrahle und darüber hinaus, was wesentlich wichtiger sei, Laufwerkeigenschaften biete, „die an der Grenze des Meßbaren angesiedelt“ seien. Der Tonarm Micro MA-505 dürfe „zu den hochwertigsten Tonarmen gezählt werden, die sich zur Bestückung von reinen Laufwerken“ eigneten. Die am Laufwerk gemessenen Daten sprächen für sich. Die Rumpel- und Gleichlaufwerte lägen „an der Grenze dessen, was man mit den vorliegenden Meßplatten überhaupt noch messen“ könne.